# 戴洵
戴洵（1534年—1597年），字汝誠，號愚斋，浙江寧波府奉化縣人，軍籍，明朝政治人物。

## 生平
嘉靖三十七年（1558年）戊午科浙江鄉試第七十八名舉人。嘉靖四十四年（1565年）中式乙丑科會試第九十五名，二甲第七十一名進士。兵部观政，改翰林院庶吉士，隆慶元年（1567年）三月授本院编修，丁忧。万历三年（1575年）正月復除原官，二月升国子监司业，四年六月改右中允兼编修，七月主考应天府乡试，五年八月加五品俸级，七年四月升右谕德，掌南翰林院事，八年二月升南国子监祭酒，九年四月调外任，六月以原官致仕。

## 家族
曾祖戴儼；祖父戴珏；父戴葩，庠生、封编修、加赠中允；母竺氏，封孺人、贈安人。